# Звездолёт

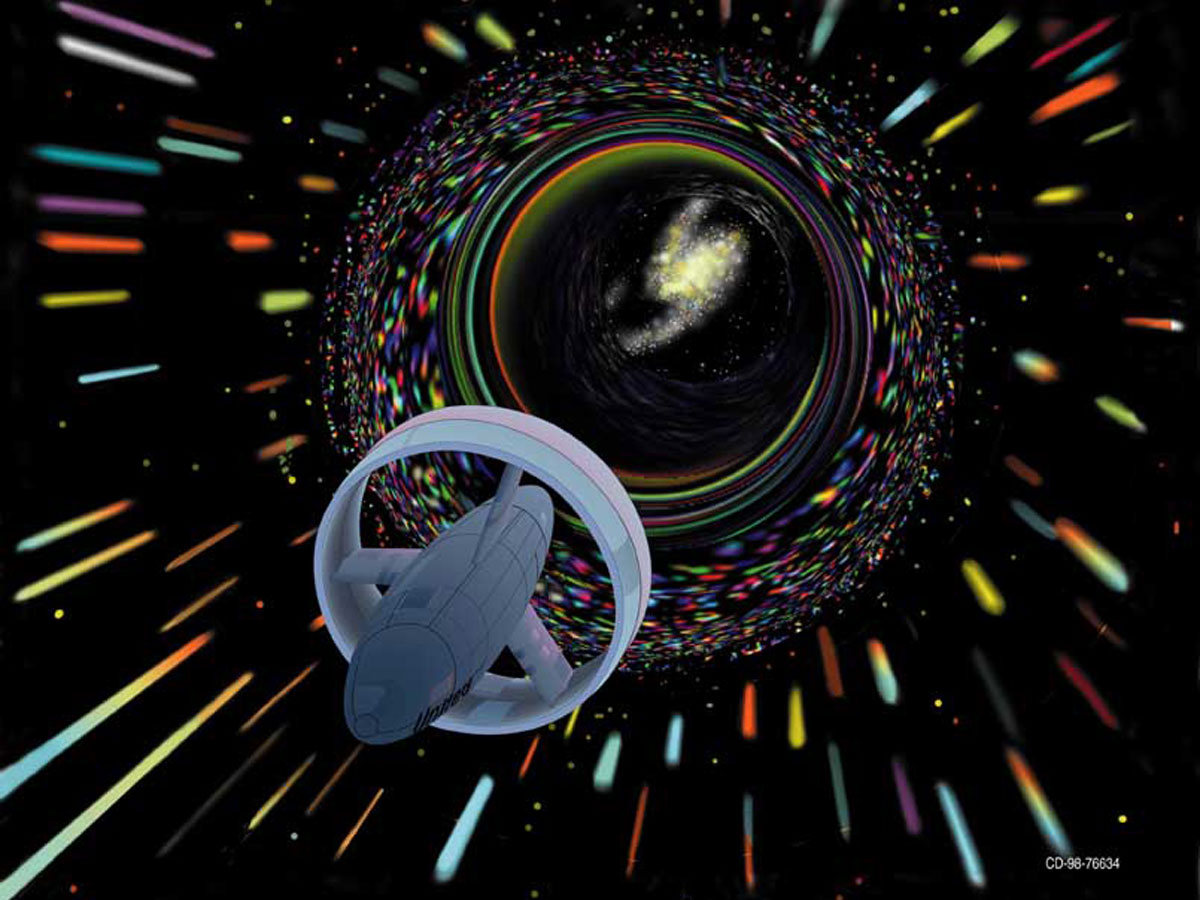
Сверхсветовой прыжок звездолёта в представлении художника

Звездолёт — космический аппарат (космический корабль), способный перемещаться между звёздами, не являющимися компонентами одной и той же двойной/кратной звезды, совершая таким образом межзвёздный полёт.
Для того чтобы космический аппарат стал звездолётом, достаточно, чтобы он набрал третью космическую скорость, либо использовал гравитационный манёвр. В настоящее время звездолётами второго типа являются покинувшие Солнечную систему аппараты «Пионер-10», «Пионер-11», «Вояджер-1», «Вояджер-2».
Существует версия, что сигнал «Wow!» был отправлен с перемещающегося инопланетного звездолёта-автомата.

## Звездолёты в научной фантастике
Одним из первых термин «звездолёт» упоминает Александр Беляев в романе Прыжок в ничто (1933). В фантастике подразумевается, что звездолёт — это космический корабль, перемещающийся между звёздными системами за приемлемое время. Основные способы решения этой задачи, предлагаемые фантастами:
- Как и в реальности, набор третьей космической скорости (для звездолётов с реактивной ДУ (как правило с фотонной ДУ) или с солнечными парусами).

Подобный аппарат движется с досветовой скоростью, поэтому для путешествий на таких кораблях необходимо заботиться о том, чтобы экипаж был доставлен к месту назначения в дееспособном возрасте и состоянии. Для этого предлагается, в частности:
- использование релятивистского замедления времени;
- применение анабиоза или стазиса;
- экипаж, состоящий из бессмертных существ (в частности, роботов или киборгов);
- огромные корабли-колонии — корабль поколений, — в которых за время путешествия успевает смениться не одно поколение людей.
- достижение бессмертия и улучшение человеческого организма.

- Телепортация, проход через гиперпространство (гиперпространственный переход, гиперпространственный прыжок), варп-движение или иной вид сверхсветового движения.